# Rebecca Miller
Rebecca Augusta Miller (Roxbury, 1962. szeptember 15. –) amerikai filmrendező és regényíró. Az Angela (1995), Personal Velocity: Three Portraits (2002), The Ballad of Jack and Rose (2005), The Private Lives of Pippa Lee (2009) és Maggie's Plan (2015) című filmjeiről, amelyeket ő írt és rendezett, valamint a The Private Lives of Pippa Lee és a Jacob's Folly című regényeiről ismert. Miller a Sundance Filmfesztivál zsűrijének nagydíját kapta a Personal Velocity című filmjéért, az Angela című filmjéért pedig a Gotham Független Filmdíjat az áttörést jelentő rendezői díjjal.
Rebecca Arthur Miller Pulitzer-díjas drámaíró és harmadik felesége, Inge Morath Magnum-fotós lánya.

## Fiatalkora és iskolái
Miller a Connecticut állambeli Roxburyben született Arthur Miller drámaíró és az osztrák származású Inge Morath fotográfus gyermekeként. Fiatalabb testvére, Daniel 1966-ban született. Apja zsidó volt, míg anyja protestáns. Gyermekkorában egy ideig saját elhatározásából katolikus vallást gyakorolt. Anyai nagyszülei maguk is katolikusok voltak, akik áttértek a protestantizmusra. Azt mondta, hogy „valahol a főiskola vége felé” már nem tartja magát kereszténynek. Miller úgy emlékezett vissza Roxburyben töltött gyermekkorára, hogy művészek vették körül. Alexander Calder szobrász a szomszédja volt, akárcsak Martha Clarke koreográfus és a Pilobolus kísérleti tánccsoport tagjai. A rajzolásban elmerülve Miller egy másik szomszédja, Philip Grausman szobrász oktatta.
A Choate Rosemary Hall iskolába járt. 1980-ban a Yale Egyetemre került, ahol festészetet és irodalmat tanult. Naomi Wolf, a feminista írónő volt a szobatársa. Miller fapaneles triptichonokat készített, amelyeket a képi formák hibridjeiként jellemzett, és amelyeket például Paul Klee és egy 15. századi oltárkép ihletett. 1985-ben, a diploma megszerzése után ösztöndíjjal külföldre ment, a németországi Münchenbe.
1987-ben New Yorkban telepedett le, és a Leo Castelli Galériában, a Victoria Munroe Galériában, valamint Connecticutban mutatott be festményeket és szobrokat. 1987-ben Miller filmet is tanult a The New Schoolban. Arnold S. Eagle professzor, fotós és operatőr mentorálásával Miller nonverbális filmeket kezdett készíteni, amelyeket műveivel együtt állított ki.

## Pályája

### 1988–1994
1988-ban Miller megkapta Ánya szerepét Csehov Cseresznyéskertjének Peter Brook-féle feldolgozásában, ez volt az első színpadi szerepe. Ő alakította Lili szerepét Az amerikai tervben. Miller mindvégig a független filmes/rendezői szerep felé húzott. Színészi karrierjét Alan Pakula, Paul Mazursky és Mike Nichols rendezőkkel kezdte. Ő játszotta a női főszerepet az NBC televíziós filmjében, a The Murder of Mary Phagan című filmben, és mellékszerepeket játszott játékfilmekben, többek között a Regarding Henry (1991), a Consenting Adults (1992) és a Wind (1992) című filmekben.
1991-ben Miller írta és rendezte a Florence című rövidfilmet Marcia Gay Harden színésznő főszereplésével, amely egy koraérett empatikus nőről szól, aki másoktól szerzi meg a tüneteket; végül „elkapja” a szomszéd amnéziáját, és elfelejti saját identitását. A Florence felkeltette az Ensemble Theatre Cincinnati figyelmét, és Miller felkérést kapott Arthur Miller After the Fall (Bűnbeesés után) című darabjának felújítására. Nicole Burdette The Bluebird Special Came Through Here című darabját is ő rendezte.
Miller regényíró, rendező, független filmes és a filmiparban dolgozó nők szószólója. Szerepelt az IFC Films 2003-as In The Company of Women című dokumentumfilmjében, amelyet Lesli Klainberg és Gini Reticker rendezett.

### 1995–2009
Miller 1995-ben írta és rendezte első filmjét, az Angela-t. A film a 10 éves Angela történetét meséli el, aki megpróbálja megtisztítani lelkét a bűntől, hogy meggyógyítsa elmebeteg édesanyját. A filmet a Philadelphiai Világmozi Fesztiválon mutatták be, és a Sundance Filmfesztiválon is vetítették. Az Angeláért Miller megkapta az Independent Feature Project Open Palm-díját, és a Sundance Filmfesztivál Filmmaker Trophy-t is a társaitól. A film operatőrét, Ellen Kurast a Sundance és a Brüsszeli Nemzetközi Fantasy Filmfesztiválon is díjazták.

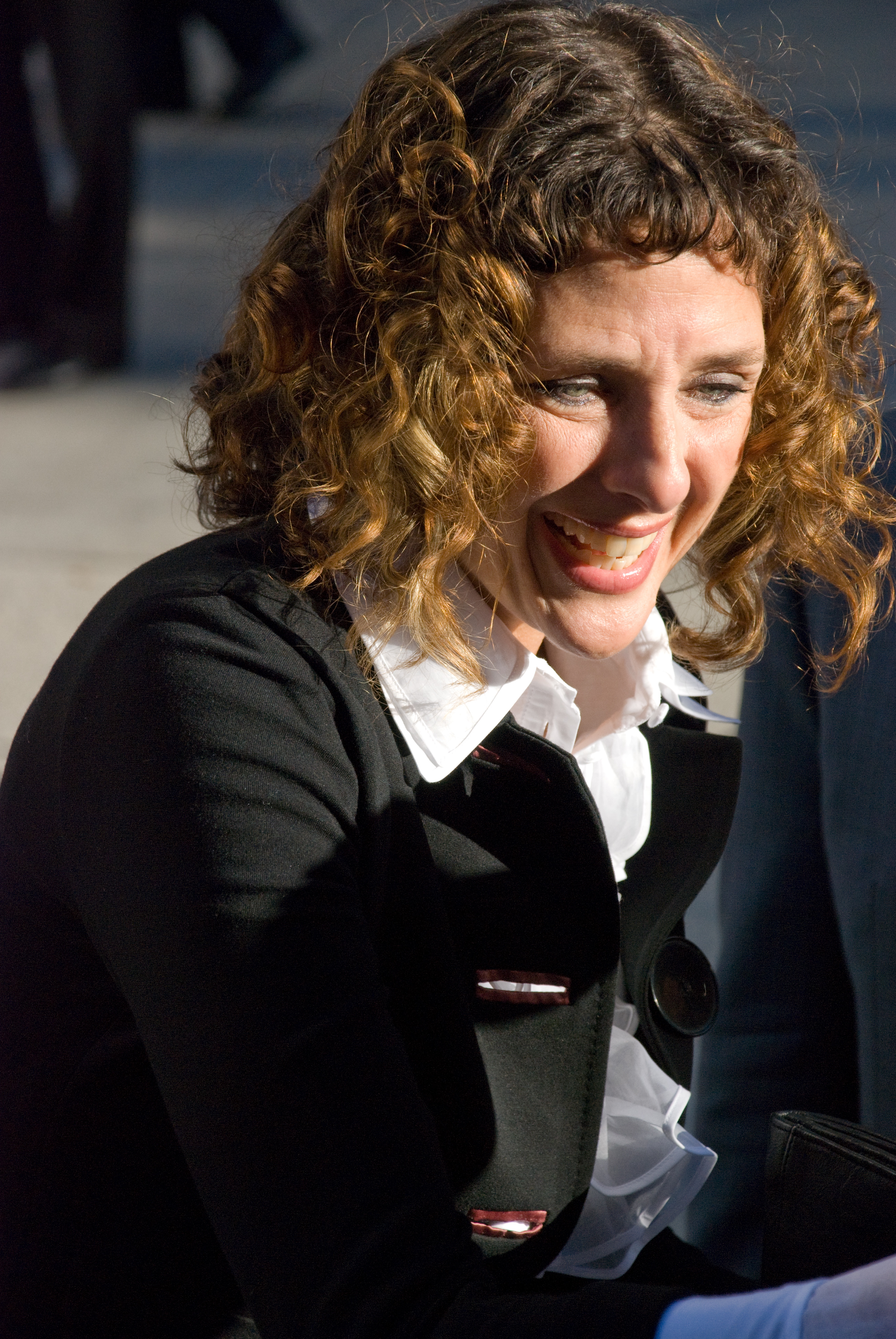
Miller a Pippa Lee négy élete című film premierjén a 2009-es Torontói Nemzetközi Filmfesztiválon

Miller nőkről szóló prózai portrékat tartalmazó gyűjteménye, a Personal Velocity elnyerte a The Washington Post 2001 legjobb könyvének járó díját. A Personal Velocity című könyvet Miller feldolgozta 2002-es, azonos című, díjnyertes játékfilmjéhez. Három novellát dolgozott át három különböző, bár tematikailag egységes rövidfilm forgatókönyvévé, amelyeket aztán ő is rendezett. Mindegyik film a személyes átalakulást vizsgálja az életet megváltoztató körülmények hatására. Miller a költő Honor Moore-nak köszönheti, hogy segített „áthidalni a szakadékot a forgatókönyvek és a fikció írása között”. A Personal Velocity: Three Portraits című filmet a Tribeca Filmfesztiválon és a High Falls Filmfesztiválon vetítették, és a filmet a United Artists forgalmazásában is sikeresen bemutatták. A The New York Times kritikusai dicsérték, mint „egy tehetséges és rendkívül vizuális író munkáját”. A Personal Velocity című filmjéért Miller 2002-ben elnyerte a Sundance Filmfesztivál zsűrijének nagydíját és az Independent Spirit John Cassavetes-díját, 2003-ban pedig a National Board of Review of Motion Pictures különdíját a kiváló filmkészítésért. Ellen Kuras operatőr a Sundance Filmfesztiválon elnyerte a Kiváló operatőr díjat. A Personal Velocity: Three Portraits a New York-i Museum of Modern Art állandó gyűjteményének része.
2003-ban írta és illusztrálta A Woman Who-t. A könyv különböző jelenetekben ábrázolt nők képeinek gyűjteménye, amelyeket Miller csukott szemmel rajzolt. Miller írta a forgatókönyvet David Auburn Pulitzer-díjas színdarabjának, a Proofnak a 2005-ös filmadaptációjához. A filmet John Madden rendezte, a főszerepekben Gwyneth Paltrow és Anthony Hopkins látható. Szintén 2005-ben Miller rendezte a The Ballad of Jack and Rose című filmjét, amelyben Daniel Day-Lewis, Camilla Belle és Catherine Keener játszik. A filmet Új-Skóciában és a Prince Edward-szigeten forgatták, és egy szövevényes, szomorú, felnőtté válásról szóló történet a 16 éves Rose-ról, aki elszigetelten nőtt fel az apjával. A The Ballad of Jack and Rose című filmet a Woodstock Filmfesztiválon és a New York-i IFC Centerben vetítették. A The Ballad of Jack and Rose című filmjéért Miller tiszteletbeli elismerést kapott az MTV 2010-es The Best Female Directors Who Should Have Won An Oscar című műsorában.
2009-ben jelent meg Miller negyedik filmje, a Pippa Lee négy élete (The Private Lives of Pippa Lee), amely a 2002-ben megjelent azonos című regényének adaptációja. A történet, amely árnyaltan mutatja be egy 50 éves nő alkalmazkodási reakcióját, amikor 80 éves férjével egy nyugdíjas közösségbe költözik, a főszereplő Pippa 1970-es évekbeli New York-i fiatalkorának szabados emlékei és jelenlegi élete között váltakozik. Miller rendezte a sztárszereplőkkel teletűzdelt filmet, amelyben Robin Wright, Alan Arkin, Keanu Reeves, Winona Ryder és Julianne Moore is szerepel. A Pippa Lee négy életét a Torontói Nemzetközi Filmfesztiválon mutatták be, majd a Ryerson Egyetemen, a Berlini Filmfesztiválon és a Hay Fesztiválon is vetítették.
A 2009-es Kerry Filmfesztiválon Millert a Maureen O’Hara-díjjal tüntették ki, a filmművészetben elért eredményei elismeréseként.

### 2013-tól napjainkig
2013-ban Miller kiadta a Jacob's Folly-t – egy összetett regényt egy 18. századi francia gereblyéről, aki a mai New Yorkban házilégyként reinkarnálódik, és képes belépni a többi szereplő tudatába és befolyásolni őket. Maureen Corrigan kritikus így méltatta a művet: „Miller írói stílusa érzéki, és az egyes történetek bőségesen áradnak, kiterjednek és érzelmi hatást váltanak ki.”
Miller forgatókönyvet írt egy neo-screwball vígjátékhoz Maggie's Plan címmel, Karen Rinaldi eredeti története alapján. Miller 2015-ben rendezte az elsősorban Greenwich Village-ben forgatott filmet. A Maggie's Plan premierje a Torontói Nemzetközi Filmfesztiválon Special Presentations, és nemzetközi vetítéseken is bemutatták: New York Filmfesztivál, Montclair Filmfesztivál, Berlini Filmfesztivál, Dublini Nemzetközi Filmfesztivál, San Francisco-i Nemzetközi Filmfesztivál, USA Filmfesztivál/Angelika Film Center Dallas, Denver Film Critics Society Women+Film Festival, Miami Nemzetközi Filmfesztivál és Sundance Filmfesztivál. A Sony Pictures Classics forgalmazta a mozikban a Maggie's Plan-t. Az ensemble szereplőgárdában Greta Gerwig, Julianne Moore, Ethan Hawke, Bill Hader és Maya Rudolph is szerepel. A Vanity Fair kritikusa, Richard Lawson így méltatta a Maggie's Plan-t: „Okos, bolondos élvezet!” A Maggie's Plan 2016-ban került a mozikba.
2023-ban kiadta a She Came to Me című művét.

## Magánélete

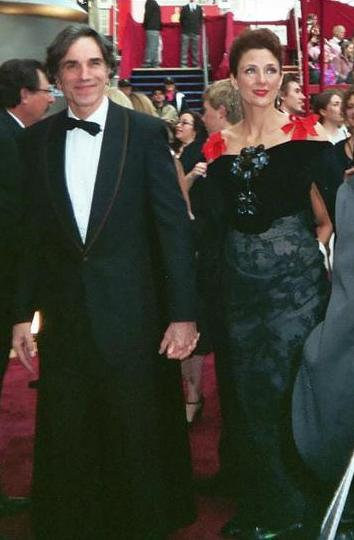
Rebecca Miller és férje, Daniel Day-Lewis a 80. Oscar-gálán 2008. február 24-én

Miller először az apja The Crucible című darabjának filmadaptációját bemutató vetítésen találkozott házastársával, Daniel Day-Lewis színésszel. Miller és Day-Lewis 1996. november 13-án házasodott össze. Két közös fiuk van: Ronan (1998-ban született) és Cashel (2002-ben). Miller mostohaanyja Day-Lewis legidősebb fiának, Gabriel Kane Day-Lewisnek (1995), aki az Isabelle Adjanival való korábbi kapcsolatából származik.

## Filmek
| Év   | Cím                                | Rendező | Író  | Producer |
| ---- | ---------------------------------- | ------- | ---- | -------- |
| 1995 | Angela                             | Igen    | Igen |          |
| 2002 | Personal Velocity: Three Portraits | Igen    | Igen |          |
| 2005 | The Ballad of Jack and Rose        | Igen    | Igen |          |
| 2005 | Proof                              |         | Igen |          |
| 2009 | The Private Lives of Pippa Lee     | Igen    | Igen |          |
| 2015 | Maggie's Plan                      | Igen    | Igen | Igen     |
| 2017 | Arthur Miller: Writer              | Igen    | Igen |          |
| 2023 | She Came to Me                     | Igen    | Igen | Igen     |

Színészi szerepek
| Év   | Cím                                | Szerep          | Megjegyzés       |
| ---- | ---------------------------------- | --------------- | ---------------- |
| 1988 | The Murder of Mary Phagan          | Lucille Frank   | 2 epizód         |
| 1989 | Seven Minutes                      | Anneliese       |                  |
| 1991 | Regarding Henry                    | Linda           |                  |
| 1992 | Wind                               | Abigail Weld    |                  |
| 1992 | Consenting Adults                  | Kay Otis        |                  |
| 1993 | The Pickle                         | Carrie          |                  |
| 1993 | The American Clock                 | Edie            | Television movie |
| 1994 | Mrs. Parker and the Vicious Circle | Neysa McMein    |                  |
| 1994 | Love Affair                        | Receptionist    |                  |
| 2017 | The Meyerowitz Stories             | Loretta Shapiro |                  |

## Díjak és elismerések
| Év   | Díj                                   | Kategória                              | Cím                                | Eredmény |
| ---- | ------------------------------------- | -------------------------------------- | ---------------------------------- | -------- |
| 1995 | Sundance Film Festival                | Grand Jury Prize                       | Angela                             | jelölés  |
| 1995 | Sundance Film Festival                | Filmmakers Trophy                      | Angela                             | győztes  |
| 2002 | Sundance Film Festival                | Grand Jury Prize                       | Personal Velocity: Three Portraits | győztes  |
| 2003 | Independent Spirit Award              | John Cassavetes Award                  | Personal Velocity: Three Portraits | győztes  |
| 2005 | Deauville Film Festival               | Grand Special Prize                    | The Ballad of Jack and Rose        | jelölés  |
| 2016 | Edinburgh International Film Festival | Audience Award                         | Maggie's Plan                      | jelölés  |
| 2019 | News and Documentary Emmy Award       | Outstanding Arts & Culture Documentary | Arthur Miller: Writer              | jelölés  |

## Bibliográfia
- Personal Velocity. Grove Press, New York 2001. ISBN 9780802116994[93]
- A Woman Who. Bloomsbury, London 2003. ISBN 9780747565253[94]
- The Ballad of Jack and Rose. Faber and Faber, New York 2005. ISBN 9780571211753[95]
- The Private Lives of Pippa Lee. Farrar, Straus and Giroux, New York 2008. ISBN 9780374237424[96]
- Jacob's Folly. Farrar, Straus and Giroux, New York 2014. ISBN 9780374178543[97]
- Total. Farrar, Straus and Giroux, New York 2022. ISBN 9780374299118[98][99]

### Magyarul
- Pippa Lee négy élete (The private lives of Pippa Lee) – Palatinus, Budapest, 2009 · ISBN 9789632740362 · Fordította: Lukács Laura
- Totál – (Total) Park, Budapest, 2024 · ISBN 9789633559826 · Fordította: Csonka Ágnes

## Egyéb információk
- Honlapja
- Rebecca Miller az Internet Movie Database oldalon (angolul)

## Fordítás
- Ez a szócikk részben vagy egészben  a   Rebecca Miller című angol Wikipédia-szócikk fordításán alapul.  Az eredeti cikk szerkesztőit annak laptörténete sorolja fel. Ez a jelzés csupán a megfogalmazás eredetét és a szerzői jogokat jelzi, nem szolgál a cikkben szereplő információk forrásmegjelöléseként.